# San Pier Niceto
San Pier Niceto é uma comuna italiana da região da Sicília, província de Messina, com cerca de 3.085 habitantes. Estende-se por uma área de 36 km², tendo uma densidade populacional de 86 hab/km². Faz fronteira com Condrò, Fiumedinisi, Gualtieri Sicaminò, Monforte San Giorgio, Pace del Mela, Santa Lucia del Mela.

## Demografia
| Variação demográfica do município entre 1861 e 2011                               |
|                                                                                   |
| Fonte: Istituto Nazionale di Statistica (ISTAT) - Elaboração gráfica da Wikipedia |